# Carlos Cañal
 (mai 2024).
Si vous disposez d'ouvrages ou d'articles de référence ou si vous connaissez des sites web de qualité traitant du thème abordé ici, merci de compléter l'article en donnant les références utiles à sa vérifiabilité et en les liant à la section « Notes et références ».
Carlos Cañal y Migolla, né le 3 novembre 1876 à Séville et mort le 20 octobre 1938 à Sanlúcar de Barrameda, est un avocat, archéologue et homme politique espagnol. Durant le règne d'Alphonse XIII, il est successivement ministre des Ravitaillements (23 juillet - 28 septembre 1919) dans un gouvernement de Joaquín Sánchez de Toca Calvo, du Travail (8 mai 1920 - 13 mars 1921) avec Eduardo Dato, puis de la Justice (entre le 4 et le 7 décembre 1922) sous Sánchez Guerra.
Militant du Parti conservateur, il sera élu député pour la circonscription de Séville lors de toutes les élections célébrées entre 1903 et 1923, à l'exception de celles de 1905. Il sera plus tard de nouveau élu « Représentant de l'État » aux élections de 1927.
En 1921 il est délégué de l'Espagne à la Conférence internationale du travail tenue à Genève en 1921.